# Маркиз де Тарифа

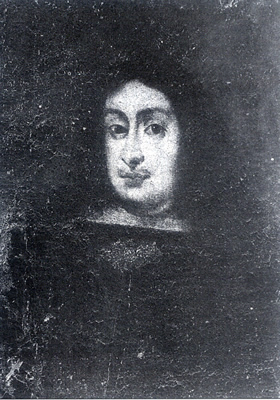
Фадрике Энрикес де Рибера, 1-й маркиз де Тарифа (1476—1539)

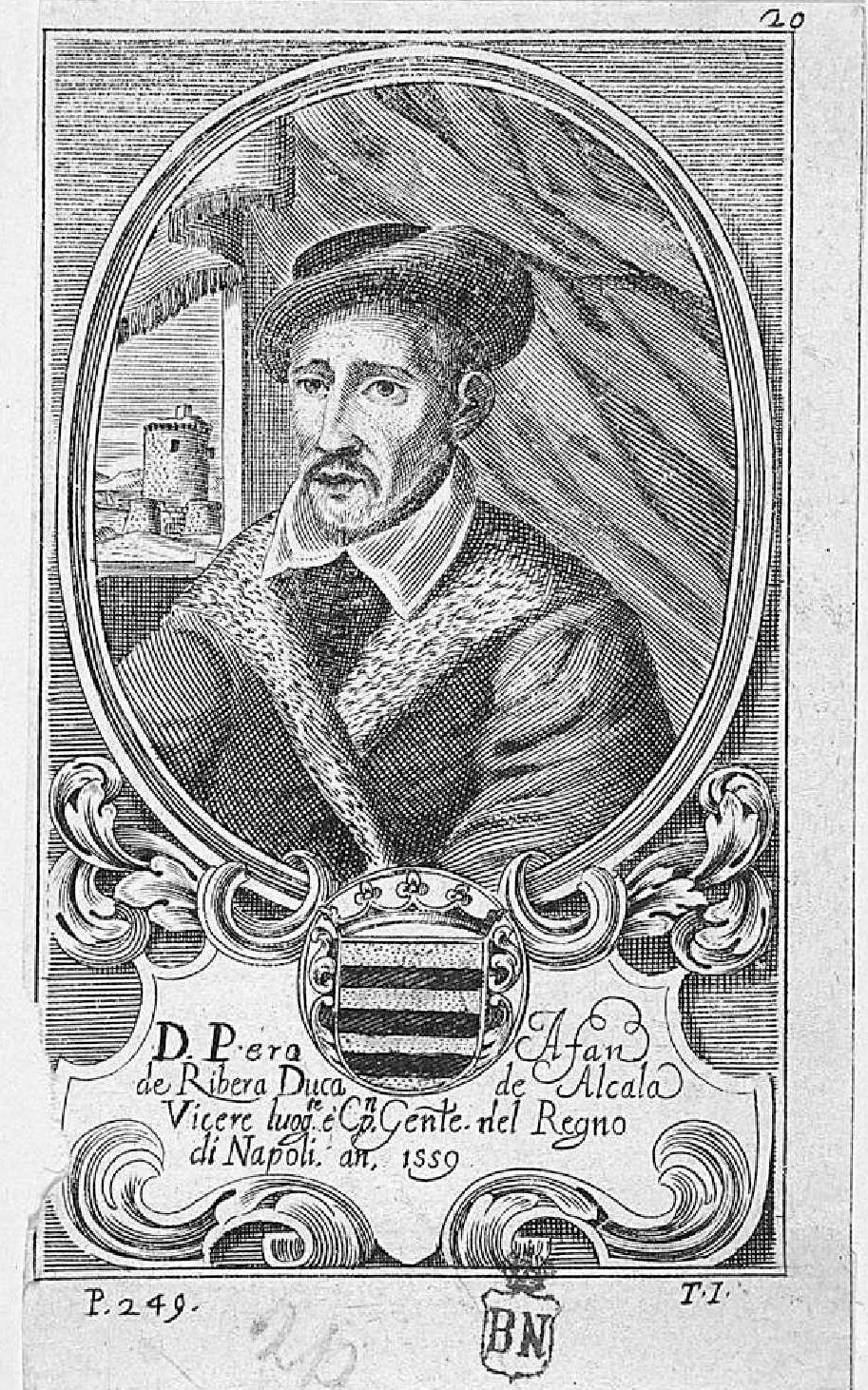
Пер Афан де Рибера и Портокарреро, 2-й маркиз де Тарифа (1509—1571)

Герб муниципалитета Тарифа в провинции Кадис, автономное сообщество Андалусия

Маркиз де Тарифа — испанский дворянский титул. Он был создан в 1514 году королем Испании Карлосом I для Фадрике Энрикеса де Риберы (1476—1539), 4-го графа де Лос-Моралес.
Название маркизата происходит от названия муниципалитета Тарифа в провинции Кадис, автономное сообщество Андалусия.
В настоящее время носителем титула является Виктория Елизавета фон Гогенлоэ-Лангенбург (род. 1997), 20-я герцогиня де Мединасели и 20-я маркиза де Тарифа.

## Маркизы де Тарифа
- Фадрике Энрикес де Рибера (1476—1539), 1-й маркиз де Тарифа, 4-й граф де Лос-Моларес. Сын Педро Энрикеса де Киньонеса, 2-го сеньора де Тарифа, 4-го аделантадо Андалусии (ок. 1435—1492), и Каталины де Риберы, сеньоры дель Корониль и лас Агузадерас (ум. 1505)
- Пер Афан де Рибера и Портокарреро (1509—1571), 2-й маркиз де Тарифа, 5-й граф де Лос-Моларес, вице-король Каталонии (1554—1558) и Неаполя (1559—1571). Сын Фернандо Энрикеса де Риберы (ум. 1522) и Инес Портокарреро, внук предыдущего.
- Фернандо Энрикес (ум. 1594), 3-й маркиз де Тарифа, 5-й граф де Лос-Моларес, 2-й герцог де Алькала-де-лос-Гасулес.
- Фернандо Энрикес де Рибера и Кортес (1565—1590), 4-й маркиз де Тарифа. Сын предыдущего и Хуаны Кортес Рамирес де Арельяно (ум. 1588)
- Фернандо Афан де Рибера-и-Тельес-Хирон (1583—1637), 5-й маркиз де Тарифа, вице-король Каталонии (1619—1622), Неаполя (1629—1631), Сицилии (1632—1635) и Милана (1636). Старший сын предыдущего и Анны Хирон (1555—1625)
- Фернандо Энрикес (1614—1633), 6-й маркиз де Тарифа. Сын предыдущего и Беатрис де Моура и Корте-Реал
- Мария Энрикес (ум. 1639), 7-я маркиза де Тарифа, 4-я герцогиня де Алькала-де-лос-Гасулес, 7-я графиня де Лос-Моларес, сестра предыдущего.
- Анна Мария Энрикес де Рибера и Портокарреро (1613—1645), 8-я маркиза де Тарифа, 5-я герцогиня де Алькала-де-лос-Гасулес, дочь Педро Хирона де Риберы (1586—1633) и Антонии Портокарреро и Карденас, 2-й маркизы де Алькала-де-ла-Аламеда (ум. 1613). Внучка 4-го маркиза де Тарифа
- Хуан Франсиско Томас де ла Серда (1637—1691), 9-й маркиз де Тарифа, 8-й герцог де Мединасели, 6-й герцог де Алькала-де-лос-Гасулес. Старший сын предыдущей и Антонио Хуана Луиса де ла Серды, 7-го герцога де Мединасели (1607—1671).
- Луис Франсиско де ла Серда и Арагон (1660—1711), 10-й маркиз де Тарифа, 10-й герцог де Кардона. Старший сын предыдущего и Каталины Антонии де Арагон Фольк де Кардона и Кордова, 9-й герцогини де Сегорбе (1635—1697).
- Николас Фернандес де Кордова и де ла Серда  (1682—1739), 11-й маркиз де Тарифа. Сын Луиса Маурисио Фернандеса де Кордовы и Фигероа, 7-го маркиза де Прьего (1650—1690) и Феличе Марии де ла Серды и Арагон (1657—1709). Племянник предыдущего
- Луис Антонио Фернандес де Кордова и Спинола (1704—1768), 12-й маркиз де Тарифа, 11-й герцог де Мединасели, 10-й маркиз де Прьего. Старший сын предыдущего и Херонимы Марии Спинолы де ла Серда (1687-16557).
- Педро де Алькантара Фернандес де Кордова и Монкада (1730—1789), 13-й маркиз де Тарифа. Сын предыдущего и Марии Терезы де Монкада и Бенавидес, 7-й маркизы де Айтона (1707—1756).
- Луис Мария Фернандес де Кордова и Гонзага (1749—1806), 14-й маркиз де Тарифа. Старший сын предыдущего и Марии Франсиски Хавьеры Гонзага и Караччиоло (1731—1757).
- Луис Хоакин Фернандес де Кордова и Бенавидес (1780—1840), 15-й маркиз де Тарифа. Старший сын предыдущего и Хоакины Марии де Бенавидес и Пачеко, 3-й герцогини де Сантистебан-дель-Пуэрто (1746—1805).
- Луис Томас де Вильянуэва Фернандес де Кордова Фигероа и Понсе де Леон (1813—1873), 16-й маркиз де Тарифа, 15-й герцог де Мединасели. Старший сын предыдущего и Марии де ла Консепсьон Понсе де Леон и Карвахаль (1783—1856).
- Луис Фернандес де Кордова и Перес де Баррадас (1851—1879), 17-й маркиз де Тарифа, 16-й герцог де Мединасели. Старший сын предыдущего и Анхелы Аполонии Перес де Баррадас и Бернуй (1827—1903).
- Луис Хесус Фернандес де Кордова и Салаберт (1880—1956), 18-й маркиз де Тарифа. Единственный сын предыдущего и Касильды Ремигии де Салаберт и Артеага, 9-й маркизы де ла-Торресилья (1858—1936).
- Виктория Евгения Фернандес де Кордова (1917—2013), 19-я маркиза де Тарифа. Старшая дочь предыдущего от первого брака с Анной Марией Фернандес де Энестроса и Гайосо де лос Кобос (1879—1938)
- Виктория Елизавета фон Гогенлоэ-Лангенбург и Шмидт-Полекс (род. 1997), 20-я герцогиня де Мединасели, 20-я маркиза де Тарифа. Старшая дочь Марко фон Гогенлоэ-Лангенбурга и Медины, 19-го герцога де Мединасели (1962—2016), и Санды Шмидт-Полекс (род. 1968), внучка Анны де Медины и Фернандес де Кордовы, 9-й графини де Офалия (1940—2012), и принца Максимилиано фон Гогенлоэ-Лангенбурга (1931—1994), правнучка предыдущей.